# A Köztársaságiak (Franciaország)
A Köztársaságiak (franciául: Les Républicains) francia párt, amelyet Nicolas Sarkozy, a volt francia elnök és társai alapítottak 2015. május 30-án.

## 2015-ös regionális választás
A Köztársaságiak a második fordulós regionális választáson első lett, a második helyen a Szocialista Párt, a harmadik helyen a Nemzeti Tömörülés végzett.

## Ideológiája, politikája
A Köztársaságiak ideológiája a liberális konzervativizmus, a kereszténydemokrácia és a gaullizmus. A Köztársaságiak politikája a jobboldaliság, a bevándorlás megállítása, a Francia Köztársaság megújítása és rendbehozása és a rendvédelem megújítása.

## A párt 2016. évi elnökjelölti előválasztása
A Köztársaságiak elnöksége elindította a jelölteket, a három jelölt Nicolas Sarkozy, François Fillon és Alain Juppé volt. Fillon volt az első elnökjelölt a pártban, aki megnyerte 44,2 százalékkal az elnökjelöltséget, Alain Juppé volt a második helyezett, ő 28,8 százalékot kapott, és Nicolas Sarkozy a harmadik helyett kapta meg 20,7 százalékkal, ezzel kiesett a második fordulós párbajról, így tehát Alain Juppé és François Fillon indulhatott a második fordulós elnökjelöltségért. François Fillon nyerte az elnöki előválasztást a pártban, ezzel ő lett a 2017-es franciaországi elnökválasztás jelöltje.

## A párt elnökei
- Nicolas Sarkozy (2015-2016)
- Laurent Wauquiez (2016-2019)
- Christian Jacob (2019 óta)